# Johann Josef Huber (Politiker)
Johann Josef Huber (* 29. Dezember 1817 in Walenstadt; † 7. Januar 1897 ebenda) war ein Schweizer Lehrer und Politiker. 

## Leben

### Familie
Johann Josef Huber stammte aus Walenstadt, wo seine Familie seit 1681 das Privileg zur Güterspedition zwischen Zürich und dem Walensee besass. Sein Vater, Daniel Huber, war Fuhrhalter.
Er war mit Josephine Bernold verheiratet  

### Werdegang
Johann Josef Huber erhielt seine Ausbildung am Lehrerseminar in St. Gallen. Seine berufliche Laufbahn begann er als Lehrer in Rapperswil und Wil, bevor er später als Wirt in Walenstadt tätig wurde. 
Sein politisches Engagement war umfassend. Von 1847 bis 1887 war er Präsident der Kirchgemeinde Walenstadt, und zwischen 1849 und 1891 diente er als Kantonsrichter. Zudem war er von 1849 bis 1896 Mitglied des St. Galler Grossrats, wo er 1873 das Präsidium übernahm. Darüber hinaus war er von 1855 bis 1896 Gemeindeammann in Walenstadt und vom 6. Dezember 1875 bis zum 1. Dezember 1878 Nationalrat.
Als Vertreter des radikalen Liberalismus nahm Huber in den 1870er Jahren eine klare Position im Kulturkampf ein, insbesondere gegen das Erste Vatikanum. Trotz seiner Bemühungen um die Förderung des Altkatholizismus in Walenstadt blieben seine Bestrebungen erfolglos. Zudem war er Präsident der kantonalen Viehschaukommission.
In der turbulenten Zeit von 1873, als der Kulturkampf auch die Region von St. Gallen erfasste, agierte er als Grossratspräsident und wurde in die Regierung gewählt, lehnte jedoch diese Wahl ab. Als radikaler Katholik war Johann Josef Huber während der heftigen Auseinandersetzungen einer der prominentesten Kämpfer gegen die konservativen Katholiken. Sein bedeutender Einfluss und seine markante Beredtsamkeit setzte er häufig ein, um den System-Liberalismus zu vermeintlichen oder tatsächlichen Siegen zu verhelfen. Dies führte dazu, dass er von der Tageszeitung St. Galler Volksblatt den spöttischen Namen Canisi-Huber (siehe Petrus Canisius) erhielt, was seine Rolle als «Kirchenvater» in dieser Zeit verdeutlicht.